# Anicetus Jokisch
Anicetus Jokisch OFM (? – 1702) byl český a slezský(?) františkán. V řádu působil aktivně jako kazatel a lektor filozofie na františkánských studiích. Od roku 1693 působil jako německý kazatel kláštera v Jindřichově Hradci. Je autorem postních kázání Quadragesimale.